# Jinzai Kiyoshi

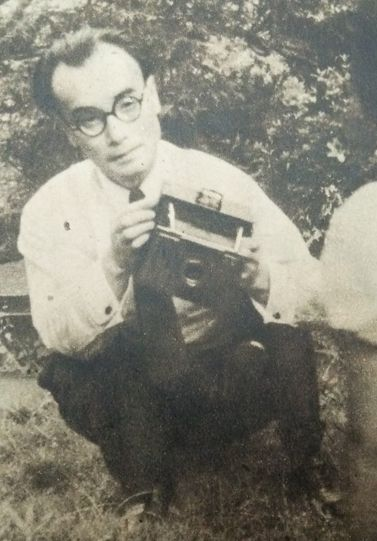
Jinzai Kiyoshi

Jinzai Kiyoshi (jap. 神西 清, * 15. November 1903 in Tokio, Präfektur Tokio; † 11. März 1957) war ein japanischer Schriftsteller und Übersetzer.
Jinzai studierte Russisch an der Fremdsprachenuniversität Tokio. Während der Studienzeit gründete er mit Takeyama Michio und Hori Tatsuo das Magazin Hōki (箒), zu dem er Theaterstücke, Gedichte und Übersetzungen beitrug. Nach dem Abschluss des Studiums arbeitete er u. a. in der Bibliothek der Universität Hokkaidō, bei der Zeitschrift Tōkyō Denki Nippō (東京電気日報) und der sowjetischen Handelsvertretung, bevor er sich ab 1932 ganz der Schriftstellerei widmete.
Neben Romanen verfasste Jinzai auch Gedichte und Literaturkritiken. Er schrieb Theaterstücke und gründete mit Kishida Kunio und Fukuda Tsuneari die Theatergruppe Kumo no kai. Außerdem wurde er als Übersetzer von Werken André Gides und Marcel Prousts, Alexander Puschkins, Iwan Turgenjews und Anton Tschechows (Onkel Wanja) bekannt. Für seine Übersetzung der Stücke Tschechows erhielt er 1958 den Mainichi-Kulturpreis.

## Werke
- Tarumi (垂水), Roman
- Hairo no Me no Onna (灰色の眼の女), Roman
- Shōnen (少年), Roman
- Shi to Shōsetsu no Aida (詩と小説のあいだ)